# Big Daddy
Big Daddy är en amerikansk komedifilm med Adam Sandler i huvudrollen. Den hade premiär i USA den 25 juni 1999.

## Handling
Sonny Koufax (Adam Sandler) har levt hela sitt liv genom att undvika att ta ansvar. När hans flickvän dumpar honom måste han bevisa att han är mogen och bestämmer sig för att adoptera femåriga Julian (Dylan och Cole Sprouse).

## Rollista i urval
- Adam Sandler – Sonny Koufax
- Joey Lauren Adams – Layla
- Jon Stewart – Kevin
- Cole och Dylan Sprouse – Julian
- Josh Mostel – mr Brooks
- Leslie Mann – Corinne
- Allen Covert – Phil
- Rob Schneider – budet